# Самотёчный пруд
Самотёчный пруд, также Самоте́цкий пруд — бывший пруд в Москве на реке Неглинной, располагавшийся в историческом районе Самотёка, на месте современного Самотёчного бульвара.

## Этимология
Пётр Сытин предполагал, что название пруда происходит от медленного течения воды в нём, однако позднее Галина Смолицкая и Михаил Горбаневский определили, что данное слово означает «проточный пруд». Ещё позднее Евгений Поспелов с соавторами и Михаил Вострышев с Юрием Шокаревым подтвердили данный вывод, отмечая, что название «Самотёка» характерно для большого количества рек и прудов с проточной водой.

## История
Пруд появился не позднее XVII века, когда эта местность называлась Троицкой слободой по располагавшемуся здесь храму Троицы Живоначальной. В районе имелось несколько прудов, среди них — большой пруд на месте современного Екатерининского парка, в который впадали реки Напрудная и Неглинная (которая также иногда называлась в своём верхнем течении Самотёкой). Ниже по течению, за плотиной этого пруда имелась дорога, к югу от которой начинался ещё один пруд, который и назывался Самотёчным или Самотецким — его плотина располагалась в районе современной Самотёчной площади, которую в то время пересекал оборонительный земляной вал. На холме в районе нынешних Самотёчных переулков располагалось несколько небольших рыбных прудов.
В 1799 году пруд был частично засыпан и приобрёл прямоугольную форму. Русло Неглинной было изменено и смещено на восток, по современному Цветному бульвару. К середине XIX века пруд занимал площадь около 4 гектаров и располагался между современными Самотёчной улицей с запада (примерно до дома № 13) и Олимпийским проспектом с востока. В 1879 году пруд был спущен, на его месте появился Самотецкий сквер (позднее переименованный в бульвар).